# L'Espitalet de Larzac
L'Espitalet de Larzac (en francès L'Hospitalet-du-Larzac) és un municipi del departament francès de l'Avairon, a la regió d'Occitània.